# Bergrath (Eschweiler)
Bergrath ['bɛʁkrɑ:t] (Mundart: Bärschroot) ist ein südöstlicher Stadtteil von Eschweiler in der Städteregion Aachen in Nordrhein-Westfalen und eng mit Bohl verbunden. Seit Mitte des 19. Jahrhunderts ist Bergrath durch eine Eisenbahnstrecke in eine Nord- und eine Südhälfte geteilt. Seit 2003 der Bahnübergang „Antoniusstraße“ geschlossen wurde, sind die Unterführungen an der „Grachtstraße“ und die „Kopfstraße“ (maximale Durchfahrtshöhe 3,1 m) die beiden einzigen Fahrverbindungen zwischen beiden Ortsteilen. Wenige Meter östlich des ehemaligen Bahnübergangs besteht noch die schmale Fußgängerunterführung „Auf dem Höfchen“.

## Geschichte
Bergrath wurde wahrscheinlich um 830 zusammen mit Volkenrath und Hastenrath von der Kölner Kirche gegründet und gehört zusammen mit Röhe und Röthgen spätestens seit dem 16. Jahrhundert zum Amt Eschweiler. Im Jahre 1250 wird Bergrath unter dem Namen Berchingrode erwähnt. Sehenswert ist die katholische Pfarrkirche St. Antonius und das Antoniuskapellchen. Dieses Kapellchen aus dem Jahre 1670 ist das älteste Kirchengebäude in Bergrath. Im Winter 1904/1905 wurde ein römisches Bauernhaus an den Schlackenhalden der Nothberger Grube bei Bergrath ausgegraben. Es fanden sich eine große Tonurne, Sigillata-Scherben, ein Schüsselfuß mit Schriftzug „COMITIALIS“, Eisennägel, -haken, -klammern und -instrumente, eine Reibschale aus Ton und einhenklige Krüge.
Bergrath mit Bohl und Volkenrath hatte am 31. Dezember 2016 insgesamt 5468 Einwohner.

## St. Antonius

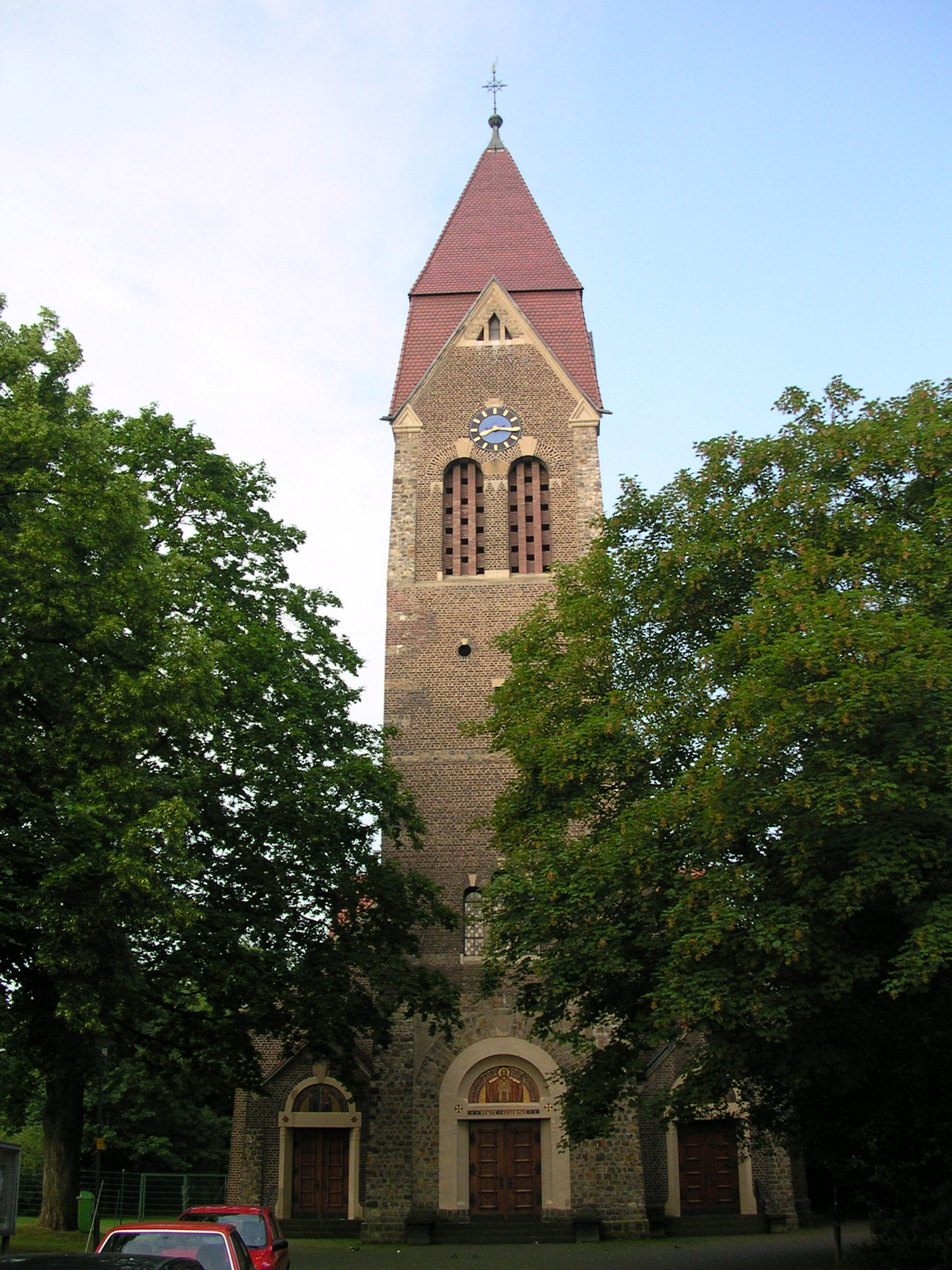
Pfarrkirche St. Antonius

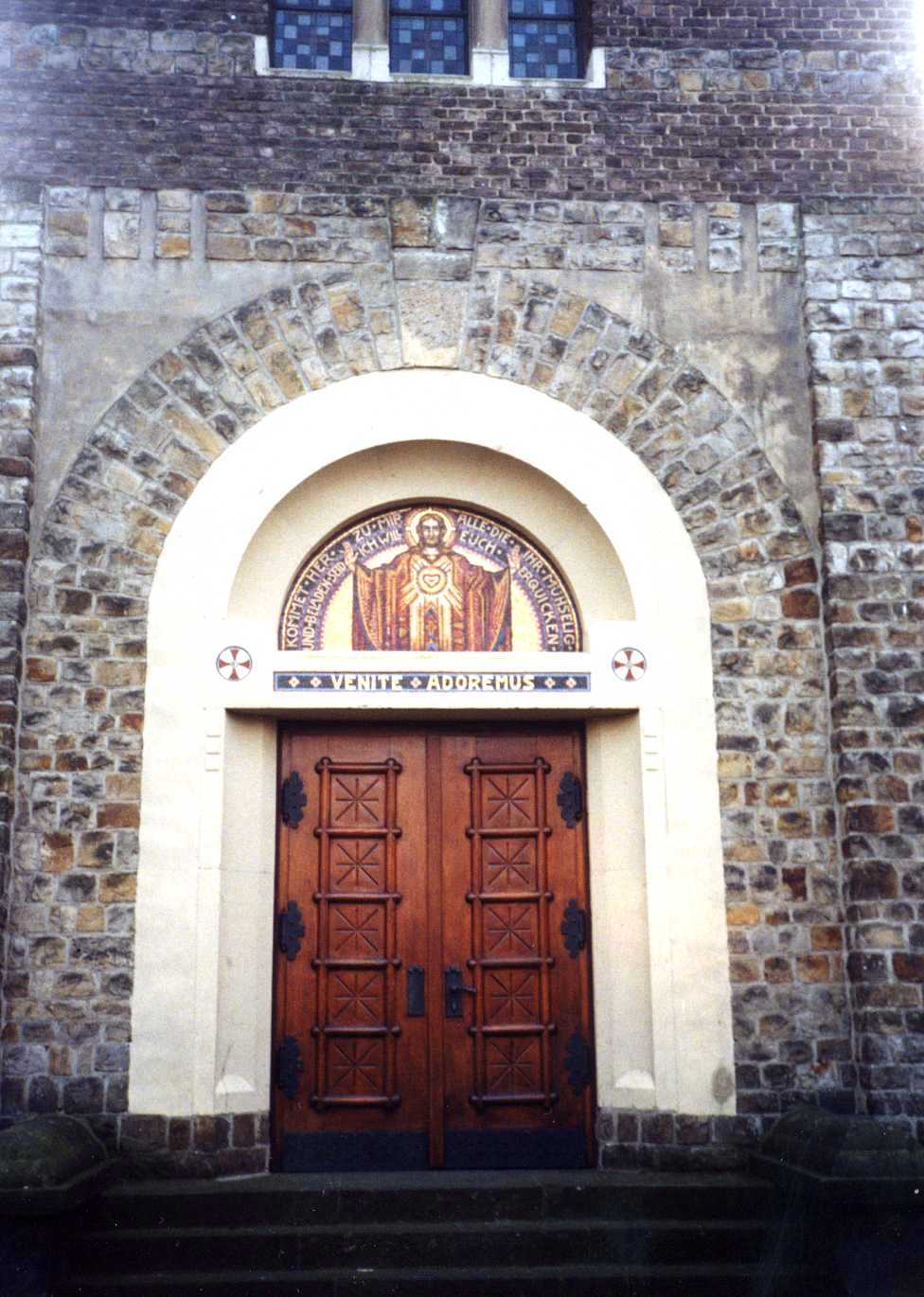
Hauptportal

St. Antonius hieß die katholische Kirchengemeinde und Pfarrkirche in Bergrath an der „Pfarrer-Kleinermanns-Straße“. Selbständige Gemeinde war Bergrath seit 1900 bis zum 31. Dezember 2009. Ältestes kirchliches Gebäude ist das Antonius-Kapellchen aus dem Jahre 1670 in der Mitte der Antoniusstraße. Die Pfarrkirche ist aus den Jahren 1905/1906. Weitere kirchliche Gebäude sind ein dreigruppiger Kindergarten, das Pfarrheim mit Saal und Gruppenräumen, eine Altenstube in der früheren Kaplanei, die Hausmeisterwohnung und das Pfarrhaus. Seit 2010 ist sie eine Filialkirche der neu gebildeten Pfarrgemeinde „Heilig Geist“, die aus fünf ehemaligen Pfarreien im südlichen Stadtgebiet von Eschweiler gebildet wurde.  Zu St. Antonius gehört die St.-Hubertus-Schützenbruderschaft.

## Verkehr

### Busverkehr
Die Bushaltestellen „Bergrath Kapelle“, „Bergrath Schule“, „Feldenendstraße“, „Hubertusstraße“ und „Zechenstraße“ werden von den AVV-Buslinien 26, EW1 und EW3 der ASEAG bedient und verbinden Bergrath mit Eschweiler Bushof, Nothberg, Bohl, Volkenrath, Hastenrath, Scherpenseel, Werth, Gressenich, Heistern und Hamich.
| Linie | Verlauf |
| ----- | --- |
| 26    | Eschweiler Bushof – Rathaus – Bergrath – Nothberg – Heistern – Wenau – Hamich – Gressenich Kapelle                                                     |
| EW1   | Eschweiler Bushof – Rathaus – Bergrath – Nothberg Knippmühle – Bohl – Volkenrath – Hastenrath – Scherpenseel – (Gressenich Kapelle / Werth Brunnenweg) |
| EW3   | Eschweiler Bushof – Rathaus – Bergrath – Nothberg Knippmühle – Bohl – Volkenrath – Hastenrath – Scherpenseel – Werth Brunnenweg                        |

### Fernstraßen
Der nächste Autobahnanschluss ist „Eschweiler Ost“ an der A 4.

### Eisenbahn
Die nächstgelegenen Bahnhöfe sind der Eschweiler Hauptbahnhof, der an der Hauptstrecke Köln-Aachen liegt, und der „Eschweiler Talbahnhof“. Vom Talbahnhof aus bietet die Euregiobahn Verbindungen unter anderem nach Aachen, Düren, Herzogenrath, Alsdorf und Heerlen.

## Vereine in Bergrath
- SV Falke Bergrath 1924 (2019 spielt der Verein in der Kreisliga B Aachen)
- KG Prinzengilde 1947 Eschweiler-Bergrath e. V.
- Kaninchenzuchtverein Bergrath
- Spielmannszug Eschweiler-Bergrath 1951
- St. Hubertus Schützenbruderschaft Eschweiler – Bergrath 1868
- Theatergesellschaft „Fröhlichkeit 1902“[3]
- Verein für Deutsche Schäferhunde – Ortsgruppe Eschweiler 1920[4]